# نیکلای خانیکوف

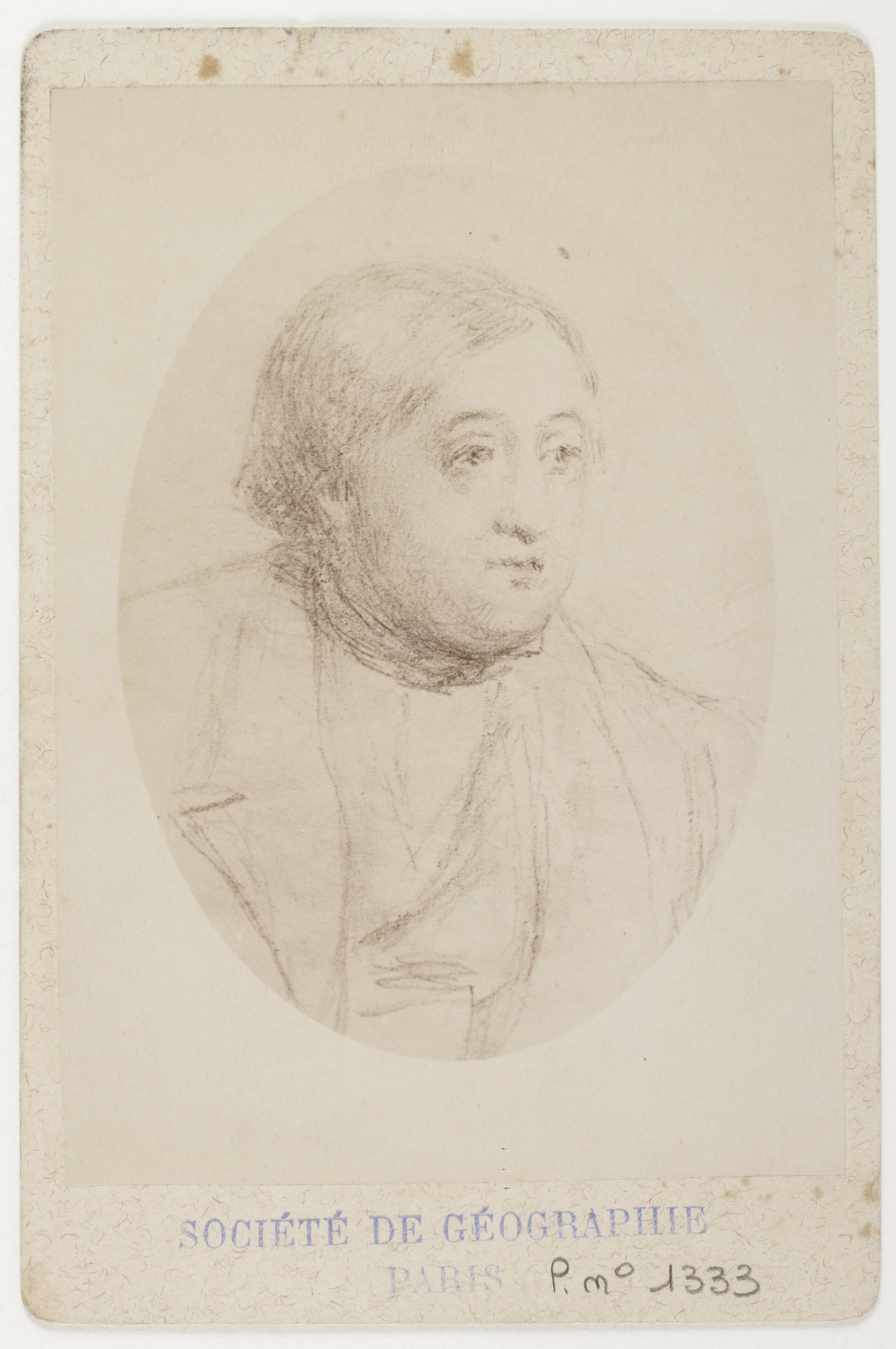
پرتره از نیکولای خانیکوف

نیکولای ولادیمیروویچ خانیکوف، خاورشناس، جغرافیدان و مردم‌شناس روسی است که به تاریخ ۱۸۱۹ در سن پترزبورگ به دنیا آمد.

## سرگذشت
او به تاریخ ۱۸۱۹ یا به روایتی در ۱۸۲۲ میلادی در سن پترزبورگ یا در حوالی آن به دنیا آمد. او تحصیلات ابتدایی خود را در همان شهر سپری و برای ادامه تحصیل به پاریس مهاجرت کرد.وی در نهایت پس از فارغ‌التحصیلی به روسیه بازگشت و به استخدام دولت درآمد. به سال ۱۸۳۸ در ایالات مختلف روسیه مشغول به خدمت شد و در لشکرکشی روسیه به خان‌نشین خیوه، منشی فرمانده سپاه بود. وی به تحقیق در زمینه خان نشین خیوه و بخارا پرداخت و تحقیقاتش به کتابی مفصل در زمینه جغرافیا مبدل شد. معاصران خانیکوف، اثر مذکور را که در حکم «دائرةالمعارف بخارا» بود می‌ستودند. خانیکوف به سبب علاقه‌مندی به مطالعات دربارهٔ خاور زمین، به فراگیری زبانهای شرقی به‌طور خودآموز ادامه داد. وی از جانب حکومت تزاری روسیه، مأمور به جمع‌آوری اطلاعاتی از کشورهای مسلمان شد و در این راه، سفرهایی به ایران داشت. او به نواحی کردنشین ایران سفری کرد و تحقیقات خود را به عنوان «سفر به کردستان ایران» ارائه نمود. او سالهای پایانی زندگی را در پاریس گذراند و سرانجام در ۱۸۷۸ میلادی در همان شهر درگذشت.

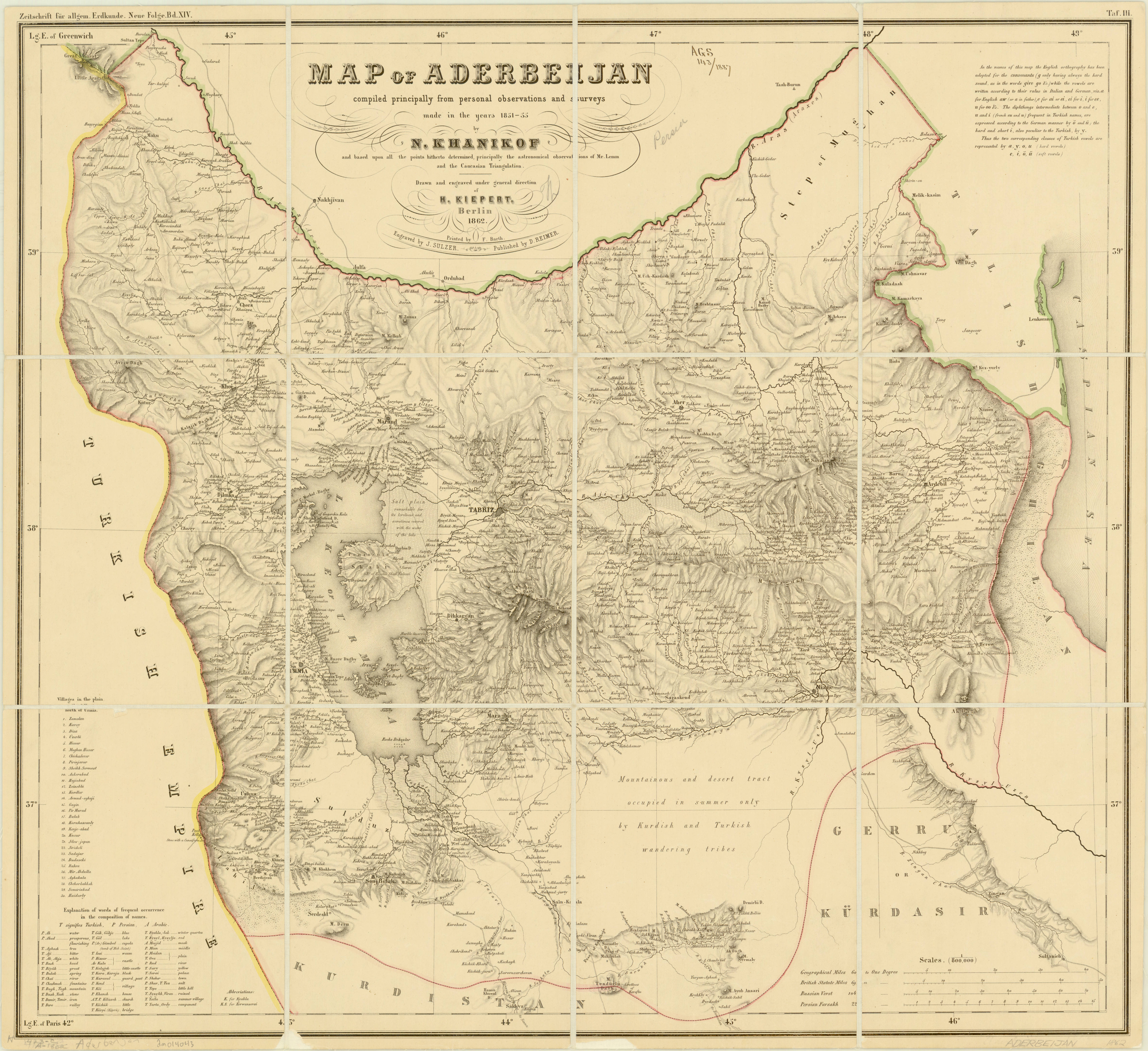
نقشه طراحی شده نیکولای خانیکوف از آذربایجان

## اقدامات و فعالیت‌ها
خدمات و اقدامات وی به صورت فهرست وار عبارتند از:
- سفر به کردستان ایران
- سفر به حاشیه دریای خزر
- عضویت در فرهنگستان علوم روسیه
- کشف کتیبه یرلیغ ابوسعید بهادر در مسجد آنی
- جمع‌آوری نسخ خطی فراوان
- اکتشاف بخش سوم تاریخ رشیدالدین فضل‌الله (جامع التواریخ)
- سفر به خراسان و نقشه‌برداری از مناطق مختلف ایران
- دریافت مدال طلای انجمن جغرافیایی پاریس
- عضویت در انجمن‌های علمی در روسیه، بریتانیا، فرانسه و آلمان
- کمک به نگارش تاریخ برخی نواحی ایران همچون تاریخ گیلان
- کشف زبان آذری پهلوی قبل از احمد کسروی

## آثار
از جمله آثار او علاوه بر مقالات متعددش در مجلات زمانه خود؛ کتاب ارزشمند «سفرنامه خانیکوف: گزارش سفر به بخش جنوبی آسیای مرکزی» است که علاوه بر ترجمه به زبان‌های مختلف، توانست مدال طلای انجمن جغرافیایی پاریس را از آن او کند. کتاب دیگرش «یادداشتهای مردم‌شناسی ایران» است که به دنباله کتاب قبلی او منتشر شده‌است.